# Virginie Despentes
Virginie Despentes, pseudònim de Virginie Daget, (Nancy, 13 de juny de 1969) és una escriptora, novel·lista, directora de cinema i feminista francesa. Ocasionalment també ha exercit de traductora i lletrista. És coneguda pels seus polèmics llibres i pel·lícules com Baise-moi, o l'assaig Teoria King Kong, així com pel seu feminisme.

## Biografia
Virginie Despentes neix a Nancy, filla única de pares carters i sindicalistes. Va aficionar-se a la lectura i l'escriptura durant l'educació secundària, gràcies a un professor de francès que va introduir-la en autors com Louis Aragon, Arthur Rimbaud o Michel Butor, i que li feu entendre la literatura com a quelcom «crucial». Va tenir una joventut convulsa, ja que als 15 anys va ser internada en un psiquiàtric, i als 17, fent autoestop juntament amb una amiga, va ser víctima d'una violació. A aquesta mateixa edat, acaba el batxillerat i marxa de Nancy, i s'instal·la a Lyon. Allà treballa de dona de la neteja, prostituta (en el barri de les "pentes de la Croix-Rousse" el qual li donà el sobrenom), en «salons de massatge», peep shows, ven discs en una botiga de música i exerceix de crítica en revistes de rock i pornografia, fins que surt la seva primera novel·la (prèviament rebutjada per nombroses editorials) Baise-moi (Folla'm), l'any 1994, amb l'editorial Florent Massot. Despentes, juntament amb Coralie Trinh Thi co-dirigiria l'adaptació d'aquesta novel·la al cinema l'any 2000, generant una forta polèmica arreu, que va acabar amb la retirada del film a França, per «estar compost essencialment per una successió d'escenes de gran violència i sexe explícits, sense que les altres seqüències indiquin la intenció apuntada pels realitzadors de denunciar la violència cap a les dones en la societat», segons va declarar Catherine Tasca, ministra d'Educació francesa.
El 2010 va rebre el Premi Renaudot per Apocalypse bébé.

## Obra publicada

### Novel·la
- 1993: Baise-moi, ed. Florent Massot. (ISBN 978-2290308790).[9]
- 1996: Les Chiennes savantes, ed. Florent Massot. (ISBN 978-2290045800)
- 1998: Les Jolies Choses, ed. Grasset. (ISBN 978-2290350126)
- 2002: Teen Spirit, ed. Grasset. (ISBN 978-2290329870)
- 2002: Trois étoiles, amb Nora Hamdi, ed. Au diable Vauvert. (ISBN 978-2290036105)
- 2004: Bye Bye Blondie, ed. Grasset. (ISBN 978-2253112440).[10]
- 2010: Apocalypse bébé, ed. Grasset. (ISBN 978-2253159711)
- 2015: Vernon Subutex 1, ed. Grasset. (ISBN 978-2-246-71351-7). Traduït al català per Anna Casassas i publicat per Sembra llibres.[11]
- 2015: Vernon Subutex 2, ed. Grasset. (ISBN 978-2-246-85736-5). Traduït al català per Anna Casassas i publicat per Sembra llibres.
- 2017: Vernon Subutex 3, ed. Grasset. Traduït al català per Anna Casassas i publicat per Sembra llibres (2021).

### Assaig
- 2006: King Kong Théorie, assaig autobiogràfic, ed. Grasset. (ISBN 978-2253122111); Traduït al català com a Teoria King Kong per L'Altra Editorial.[12]